# Авиационно-технический музей (Луганск)
Авиационно-технический музей(укр. Луганський авіаційно-технічний музей) — крупный авиационный музей, расположенный в г. Луганск.
Создан в 1996 году. Его первыми экспонатами стали летательные аппараты, которые выработали свой ресурс и были отправлены на Луганский авиационно-ремонтный завод. Однако из-за отсутствия финансирования эти самолёты и вертолёты так там и остались, а впоследствии были попросту списаны в металлолом. Именно тогда и было принято решение сохранить эту технику как память для потомков.

## Экспонаты
Первым директором авиамузея стал Л. В. Козенчук. Благодаря стараниям этого человека музей стал пополняться новыми экспонатами. Сотрудники музея объездили практически все аэродромы и авиаремонтные предприятия Украины в поисках списанной техники. Им удалось найти ряд довольно уникальных аппаратов, например, таких как БПЛА Ту-141 «Стриж», палубный самолёт вертикального взлета Як-38 или противолодочный самолёт-амфибия Бе-12.
В 2011 году был открыт новый павильон авиационных двигателей.
Сегодня экспозиция авиамузея содержит около 50 экспонатов:
- летательные аппараты созданные в ОКБ А. Н. Туполева, А. С. Яковлева, А. И. Микояна и М. И. Гуревича, П. О. Сухого, О. К. Антонова, Г. М. Бериева, С. В. Ильюшина, М. Л. Миля, Н. И. Камова;
- авиадвигатели КБ А. Д. Швецова, А. А. Микулина, В. Я. Климова, С. П. Изотова, А. М. Люлька, П. А. Соловьева, А. Г. Ивченко, Н. Д. Кузнецова.

В экспозиции собраны целые линейки разнообразных моделей «Су», «МиГ» и «Ту», а также вертолётов «Ми» и «Ка». Посетители музея в частности могут увидеть:
- КСР-2 — одна из первых моделей советских крылатых ракет
- Истребитель МиГ-21 — ранее принадлежал летно-испытательному институту им. Громова (г. Жуковский Московской обл.), за штурвалом которого летали дважды Герой Советского Союза летчик-космонавт В. М. Комаров, Герой Советского Союза Заслуженный летчик-испытатель Ю. А. Гарнаев и другие не менее именитые летчики.
- Ми-6 — тяжёлый транспортный вертолёт долгое время носивший звание самого крупного вертолёта в мире.
- «Летающий танк» Ми-24 — принимал участие в боевых действиях в Афганистане и Чечне.

Изюминкой музея, вызывающей неизменный интерес у посетителей, является также и уникальная коллекция раритетных автомобилей и мотоциклов.

### Вертолёты
| Фото                                                     | Экспонат | Описание                                             |
| -------------------------------------------------------- | -------- | ---------------------------------------------------- |
|                                                          | Ка-25ПЛ  | противолодочный вертолёт                             |
|                                                          | Ка-26    | лёгкий вертолёт                                      |
|                                                          | Ка-27ПЛ  | противолодочный вертолёт                             |
| Фото Архивная копия от 20 января 2019 на Wayback Machine | Ми-2     | лёгкий многоцелевой вертолёт                         |
|                                                          | Ми-2     | лёгкий многоцелевой вертолёт                         |
|                                                          | Ми-4     | средний многоцелевой вертолёт                        |
|                                                          | Ми-6     | тяжёлый многоцелевой вертолёт                        |
|                                                          | Ми-8Т    | транспортный вертолёт                                |
|                                                          | Ми-24А   | транспортно-боевой вертолёт                          |
|                                                          | Ми-24К   | вертолёт-корректировщик и разведчик сухопутных войск |
|                                                          | Ми-24Р   | вертолёт радиационно-химической разведки             |

### Самолёты
| Фото | Экспонат                                              | Описание |
| --- | ----------------------------------------------------- | --- |
| | Ан-14А                                                | лёгкий многоцелевой самолёт |
| Фото Архивная копия от 26 сентября 2016 на Wayback Machine | Ан-24РВ                                               | пассажирский самолёт, АероСвіт - Украïнскi Авіалінiï |
| | Ан-26Ш                                                | учебный самолёт для подготовки штурманов |
| | Aero L-29 Delfin                                      | учебный самолёт |
| Фото2 Архивная копия от 6 февраля 2015 на Wayback Machine, Фото3 Архивная копия от 6 февраля 2015 на Wayback Machine, Фото4 Архивная копия от 6 февраля 2015 на Wayback Machine, Фото5 Архивная копия от 6 февраля 2015 на Wayback Machine | Aero L-29 Delfin, другие 4 экземпляра                 | учебный самолёт |
| | Aero L-39 Albatros                                    | 39 RED (cn 430303) |
| Фото | Let L-410 Turbolet                                    | многоцелевой самолёт |
| | Бе-12                                                 | противолодочный самолёт |
| | Ил-12Т                                                | Аэрофлот - МГА СССР, Дальневосточное УГА CCCP-73975 (cn 8302602) |
| | Ил-38                                                 | дальний противолодочный самолёт |
| | Ил-76МДПС                                             | опытный самолёт для отработки спасения приводнившихся космонавтов |
| Фото1 Архивная копия от 20 января 2019 на Wayback Machine, Фото2 Архивная копия от 6 февраля 2015 на Wayback Machine | МиГ-15УТИ                                             | учебно-тренировочный истребитель |
| Фото Архивная копия от 6 февраля 2015 на Wayback Machine | МиГ-17                                                | Ранее принадлежал КВВАИУ |
| | МиГ-17                                                | истребитель |
| | МиГ-19                                                | истребитель |
| | МиГ-21Ф                                               | истребитель Памятный текст на правом борту под кабиной: На этом самолёте летали: Дважды Герой Советского Союза, лётчик - космонавт СССР Комаров В. М. Дважды Герой Советского Союза, заслуженный лётчик - испытатель СССР Амет-Хан Султан Герои Советского Союза, заслуженные лётчики - испытатели СССР Анохин С. Н., Васин В. П., Гарнаев Ю. А., Мосолов Г. К. |
| | МиГ-21УС                                              | учебный истребитель |
| Фото1 Архивная копия от 6 февраля 2015 на Wayback Machine, Фото2 Архивная копия от 4 декабря 2016 на Wayback Machine | МиГ-21СМ                                              | истребитель |
| Фото1 Архивная копия от 6 февраля 2015 на Wayback Machine, Фото2 Архивная копия от 4 декабря 2016 на Wayback Machine | МиГ-23М                                               | Ранее принадлежал ХУПС (Харьков) |
| | МиГ-23М                                               | истребитель |
| | МиГ-25РБС                                             | Ранее принадлежал 48 ОГРАП (Коломыя) |
| | МиГ-27Д                                               | истребитель-бомбардировщик |
| | МиГ-29                                                | Ранее принадлежал МАПО МиГ. Был задействован в программе МиГ-29М. Единственный из 151ХХ серии не попавший в строевые части (145 ИАП Ивано-Франковск или 234 ИАП Москву), далее ХУПС (Харьков) 71 BLUE / 971 (cn 2960515117) |
| | МиГ-29                                                | Ранее принадлежал 85Гв.ИАП (Староконстантинов), далее ВРТК (Васильков), далее ХУПС (Харьков). Повреждён в сентябре 2014 г. в ходе боевых действий |
| | МиГ-29                                                | Ранее принадлежал 234 ИАП (Москва). Списан в 1990г. |
| | Су-7БМ                                                | фронтовой истребитель-бомбардировщик |
| | Су-15ТМ                                               | истребитель-перехватчик |
| | Су-17М2                                               | фронтовой истребитель-бомбардировщик |
| | Т-6-2И (прототип Су-24)                               | Первый опытный Т-6 с крылом изменяемой геометрии. Опытный Т-6-1 с треугольным крылом находится в музее в Монино. |
| Фото1 Архивная копия от 6 февраля 2015 на Wayback Machine, Фото2 Архивная копия от 20 января 2019 на Wayback Machine | Т-6-21 (прототип Су-24)                               | Ранее принадлежал ОКБ Сухого б/н 621 (красный) (cn 0815316) |
| | Су-25                                                 | Ранее штурмовик принадлежал 299 ОШАП (Арцыз, Саки) |
| Фото1 Архивная копия от 6 февраля 2015 на Wayback Machine, Фото2 Архивная копия от 20 января 2019 на Wayback Machine | Су-25                                                 | Ранее штурмовик принадлежал 80 ОШАП. Аутентичный вид изменён в 2015г. На самолет нанесена символика Новороссии и надписи "За Одессу" |
| | T-10-10 (10 прототип программы Су-27 первой редакции) | Ранее принадлежал КВВАИУ 04-01 |
| | Ту-124Ш                                               | Ранее принадлежал Ворошиловградское ВВАУШ, 46 уап. 50 BLACK (cn 3350603) |
| | Ту-142                                                | дальний противолодочный самолёт |
| Фото1 Архивная копия от 5 октября 2016 на Wayback Machine, Фото2 Архивная копия от 21 марта 2016 на Wayback Machine | Х-32 Бекас                                            | лёгкий многоцелевой самолёт |
| Фото Архивная копия от 11 октября 2016 на Wayback Machine | Як-18Т                                                | учебно-тренировочный самолёт |
| | Як-28И                                                | бомбардировщик |
| | Як-38У                                                | Ранее принадлежал ТАКР "Киев", после был на хранении ЕАРЗ (Евпатория) (cn 7977764505037) |
| Фото Архивная копия от 8 июня 2016 на Wayback Machine | Як-40                                                 | пассажирский самолёт, Кировоградские Авиалинии |

### БПЛА
| Фото | Экспонат       | Описание              |
| ---- | -------------- | --------------------- |
|      | Ту-141 «Стриж» | разведывательный БПЛА |

### Макет космической ракеты
| Фото | Экспонат                        | Описание |
| ---- | ------------------------------- | --- |
| Фото | Макет космической ракеты Восток | Памятный текст: Ракета-носитель "Восток" (макет). Макет спроектирован, изготовлен и установлен коллективом Луганского Авиационного Ремонтного Завода в честь 50-летия полёта в космос первого украинца П. Р. Поповича. 11.08.2012 г. |

## Галерея

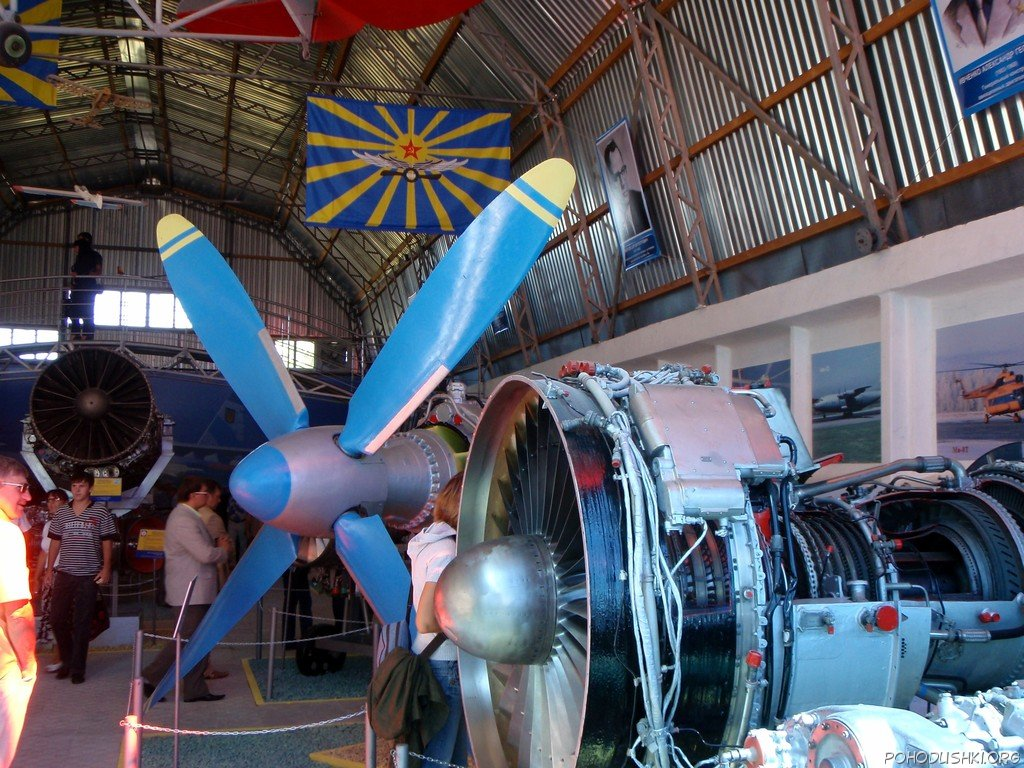
Павильон авиационных двигателей
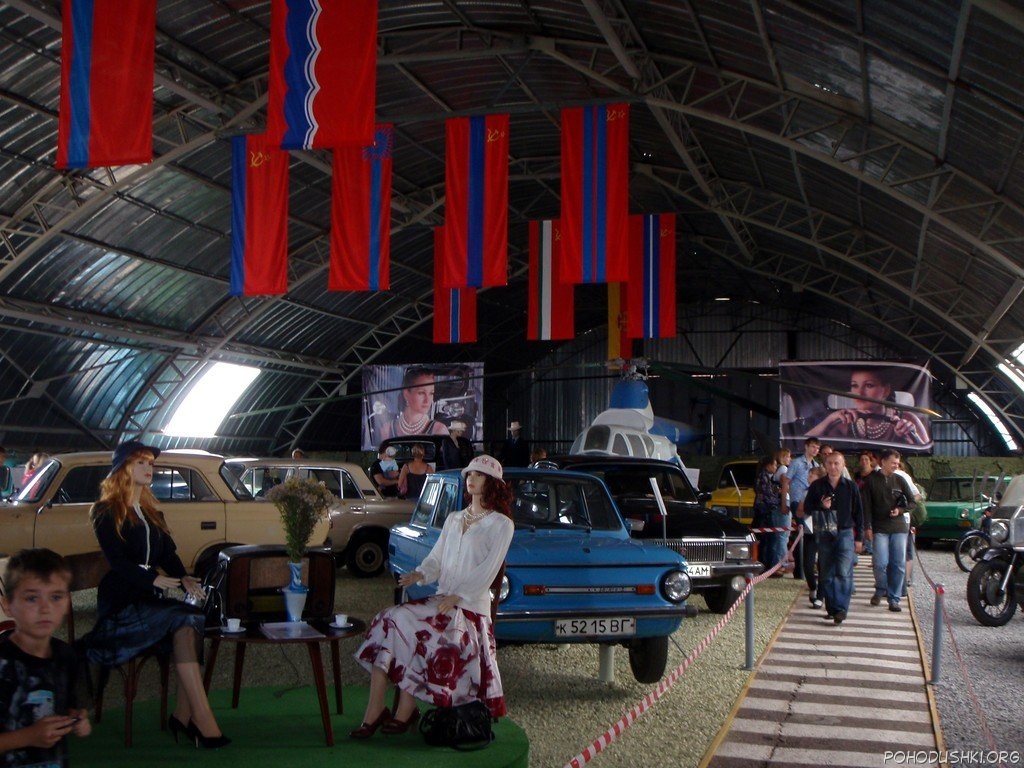
Павильон раритетных автомобилей